# Blonay-Saint-Légier
Blonay - Saint-Légier est une commune suisse du canton de Vaud, située dans le district de la Riviera-Pays-d'Enhaut.
La commune est issue de la fusion des communes de Blonay et Saint-Légier-La Chiésaz le 1er janvier 2022.
La commune possède plusieurs clubs : FSG Blonay (Fédération Suisse de Gymnastique), Blonay Basket, Riviera Rugby, Ski Club Blonay, FC St-Légier (club de foot).

## Héraldique
| Blason | Blasonnement : De gueules à deux cœurs de sinople bordés d'or évidés, entrelacés et l'un versé. |

Les armoiries de la nouvelle commune ont été conçues pour reprendre les éléments uniques des anciennes communes :
- Blonay porte un meuble composé de deux cœurs en tête-bêche, évidés et entrelacés. Ce meuble est unique dans les armoiries communales vaudoises (et au-delà).
- La répartition des émaux de Saint-Légier-La Chiésaz : meuble de sinople (vert) bordé d’or (jaune) sur un champ de gueules (rouge) est aussi unique sur le canton.